# Marcel Ophüls
Marcel Ophüls (født 1. november 1927 i Frankfurt am Main, død 24. maj 2025) var en tysk-fransk-amerikansk dokumentarfilminstruktør.

## Liv
Ophüls var søn af filminstruktøren Max Ophüls. Han blev amerikansk statsborger i 1950, men arbejdede ofte i Europa.
Hans film om Vichy-frankrig, Le Chagrin et la pitié, åbnede en lang debat om denne periode i fransk historie.

## Udvalgte film
- Peau de banane (1963; komedie)
- Le Chagrin et la pitié (1969)
- The Harvest of My Lai (1970)
- The Memory of Justice (1970-73; handler om Nürnbergprocessen)
- Hôtel Terminus: The Life and Times of Klaus Barbie (1989)
- November Days (1992; handler om Tysklands genforening)